# مصطفى عصام (لاعب كرة قدم مواليد 2001)
مصطفى عصام قديرة (مواليد 20 ديسمبر 2001) هو لاعب كرة قدم قطري من أصول مصرية يلعب مع نادي الغرافة في دوري نجوم قطر ومنتخب قطر تحت 20 سنة كمدافع.

## روابط خارجية
- مصطفى عصام على موقع Soccerway.com (الإنجليزية)